# اسکاتس کورنرز (نیویورک)
اسکاتس کورنرز (به انگلیسی: Scotts Corners) یک منطقهٔ مسکونی در ایالات متحده آمریکا است که در شهرستان وستچستر، نیویورک واقع شده‌است. اسکاتس کورنرز ۴٫۶ کیلومتر مربع مساحت و ۷۱۱ نفر جمعیت دارد و ۱۲۱ متر بالاتر از سطح دریا واقع شده‌است.